# Michael Price
Michael Price é um escritor americano e produtor, mais conhecido por seu trabalho em The Simpsons.

## Episódios deThe Simpsons
Price escreveu os seguintes episódios:
- "My Mother the Carjacker" - Nomeado para o WGA Award em Animação.[1]
- "'Tis the Fifteenth Season"
- "Mommie Beerest" - Vencedor do WGA Award em Animação.[2]
- "My Fair Laddy"
- "Yokel Chords" - Vencedor do Annie Award na categoria "Best Music in an Animated Television Production"[3]
- "The Boys of Bummer"
- "Funeral for a Fiend"
- "E Pluribus Wiggum"
- "How the Test Was Won"
- "American History X-cellent"
- "The Fool Monty"
- "At Long Last Leave"
- "Them, Robot"